# Uhuru Kenyatta
Pour les articles homonymes, voir Kenyatta.
Uhuru Kenyatta, né le 26 octobre 1961 à Nairobi, est un homme d'État kényan, président de la république du Kenya du 9 avril 2013 au 13 septembre 2022. 

## Biographie
Appartenant à l'ethnie kikuyu, il est le fils de Jomo Kenyatta, premier président de la république du Kenya entre 1964 et 1978. Uhuru Kenyatta a 16 ans lorsque son père décède. Il suit des études en sciences politiques à Amherst College,.

### Carrière politique
Élu membre du Parlement en 2001, il est nommé peu après ministre des Collectivités locales. En décembre 2002, candidat de la KANU à l'élection présidentielle, il est battu par Mwai Kibaki et devient alors le chef de l'opposition. En décembre 2007, il soutient cependant la réélection du président Kibaki et retrouve alors son poste au gouvernement. En avril 2008, il devient vice-Premier ministre dans le gouvernement de coalition dirigé par Raila Odinga, chargé du Commerce puis, en 2009, des Finances. En 2012, la Cour pénale internationale le met en examen pour crimes contre l'humanité, commis lors des violences postélectorales ayant suivi la présidentielle de 2007. Il démissionne alors de ses fonctions ministérielles tout en demeurant vice-Premier ministre.

### Présidence de la République

#### Premier mandat (2013-2017)
Opposé à Raila Odinga au premier tour de l'élection présidentielle le 4 mars 2013, il est déclaré vainqueur avec 50,07 % des voix. Il prête serment et entre en fonction le 9 avril suivant.
Le 8 octobre 2014, il se rend à la convocation de la Cour pénale internationale (CPI), pour une audience sur un éventuel nouveau report de son procès pour crimes contre l'humanité, devenant le premier chef d'État en exercice à comparaître devant la CPI.
Cependant, la Cour pénale internationale a annoncé vendredi 5 décembre l'abandon des charges contre le président du Kenya. La procureure de la CPI, Fatou Bensouda, a expliqué dans un document officiel ne pas avoir assez de preuves « pour prouver, au-delà de tout doute raisonnable, la responsabilité criminelle de M. Kenyatta ». Cette annonce n'exclut pas pour autant « la possibilité de retenir de nouvelles charges contre M. Kenyatta », a-t-elle précisé. Uhuru Kenyatta s'est réjoui de l'abandon des charges, estimant que la CPI lui avait ainsi « donné raison ». La CPI a néanmoins dénoncé une « série d'obstacles majeurs » à l'enquête, notamment de « vastes initiatives concertées pour harceler, intimider et menacer » les témoins.
Plusieurs rencontres diplomatiques (avec l'Italien Matteo Renzi ou l'Américain Barack Obama) montrent par la suite qu'il opère un retour en grâce sur la scène internationale, même si des critiques ont été émises sur la tolérance de l'Occident avec les droits de l'homme concernant le Kenya pour faire des affaires. Le mandat d'Uhuru Kenyatta est par ailleurs marqué, après des débuts dessinant une image plus moderne et transparente de la présidence, par des scandales de corruption et une croissance économique moins élevée que prévu.
La tolérance envers la diversité sexuelle en Afrique est souvent perçue comme un concept que les Occidentaux voudraient imposer à l'Afrique, comme en témoigne par exemple la réaction de Uhuru Kenyatta au discours de Barack Obama faisant la promotion de la tolérance envers les minorités sexuelles lors d'une allocution à Nairobi en 2015. « Il est très difficile pour nous d’imposer aux gens ce qu’ils n’acceptent pas eux-mêmes », a répondu Kenyatta.

#### Deuxième mandat (2017-2022)
Lors de l'élection présidentielle d'août 2017, il est de nouveau opposé à Raila Odinga. Le 9 août 2017, Uhuru Kenyatta remporte les élections avec un écart de 1,4 million de voix. La Cour suprême du Kenya est saisie par Raila Odinga concernant les résultats de cette élection le 18 août 2017. Elle déclare les résultats de celle-ci invalide par 5 voix sur 7 car elle « n'a pas été conduite en accord avec la Constitution » le 1er septembre 2017.
Une nouvelle élection doit avoir lieu 60 jours au maximum après la décision. Elle est initialement fixée au 17 octobre 2017 puis reportée au 26 octobre 2017. Critiquant la date du scrutin, qu'il juge unilatérale, Odinga exige, pour y participer, l'audit du système électronique, la démission de la Commission électorale, la possibilité pour d'autres candidats de participer au scrutin comme le garantit la Constitution. Le 6 septembre 2017, sept membres de la commission électorale, dont le président de l'institution et le responsable informatique sont écartés, la nomination d'une nouvelle équipe les remplaçant dans leurs attributions, sans qu'ils ne soient officiellement renvoyés. Le 10 octobre 2017, alors qu'une loi stipulant que le retrait d'un candidat de la présidentielle impliquait automatiquement la victoire du candidat encore en lice est en préparation, et qu'une partie des membres de l'opposition aient fait défection en faveur de Kenyatta et que d'autres se soient contentés d'exercer leurs nouveaux mandats de parlementaires, Raila Odinga annonce retirer sa candidature et réclame un nouveau scrutin,. Cependant, il poursuit ses meetings et ne fait pas de démarche officielle pour retirer sa candidature. Le 11 octobre 2017, le Parlement vote la loi en question. Le jour même, tous les candidats du scrutin d'août 2017 sont autorisés à participer à la nouvelle élection. La Cour suprême a estimé dans un précédent jugement qu'un tel retrait provoquait l'annulation du scrutin avec un nouvel appel à candidature pour une nouvelle élection. Kenyatta fait également appel de la réintégration des autres candidats. Le 18 octobre 2017, une membre de la commission électorale démissionne.
Le 30 octobre 2017, il est officiellement annoncé qu'Uhuru Kenyatta a été réélu président de la République lors de l'élection du 26 octobre précédent.
Le 20 novembre 2017, la Cour suprême rejette à l'unanimité les recours contre le scrutin. Le président Uhuru Kenyatta prête serment le 28 novembre 2017.
Le 31 janvier 2018, Odinga se proclame « président du peuple », puis le gouvernement met fin à la diffusion de trois chaînes ayant diffusé la cérémonie et fait arrêter un député de la NASA (National Super Alliance, une alliance des partis de l'opposition dont fait partie l'ODM) ayant participé à la cérémonie.
En février 2018, Uhuru Kenyatta annonce la création d'une agence nationale unique dédiée au développement. Cette décision fait suite à un rapport produit en 2013 qui pointait du doigt les déficiences de l'administration et les besoins d'efficacité. Par ailleurs, les autorités expulsent également l'opposant Miguna Miguna vers le Canada, prétextant qu'il aurait renoncé à sa nationalité kenyane, ce que l'intéressé dément, tandis que la justice demande au gouvernement d'autoriser les chaînes à réémettre provisoirement.
Le 10 mars 2018, Kenyatta et Odinga signent un accord de réconciliation.
Son gouvernement et celui de Donald Trump ont entamé des discussions en vue de la signature d'un accord de libre-échange.
Le 13 mai 2021, le projet de réforme constitutionnelle de Uhuru Kenyatta est jugé illégal par la Haute Cour.
Le 20 août 2021, La Cour d'appel du Kenya a confirmé l'illégalité du processus de révision constitutionnelle lancé par le président Uhuru Kenyatta mettant fin définitivement à ce projet de révision constitutionnelle.
En 2021, la sécheresse fait à nouveau des ravages. Selon l’ONU, plus de 465 000 enfants de moins de 5 ans souffrent de malnutrition. L’insécurité alimentaire touche plus de 2,5 millions de personnes dans le pays. Uhuru Kenyatta évoque une « catastrophe nationale ». Il est cependant critiqué pour la lenteur de la réponse humanitaire et le manque de planification.
Le bidonville de Mukuru Kwa Njenga à Nairobi est rasé en octobre 2021 pour permettre l’élargissement d’une route, laissant 40 000 personnes sans-abris du jour au lendemain, sans proposition de relogement.
Il abandonne le pouvoir à son vice-président William Ruto après les élections présidentielles de 2022. Il laisse une économie « en mauvaise posture », selon l'International Crisis Group, marquée par une forte inflation et une dette en augmentation.
En sa qualité d'ancien président, il perçoit une somme forfaitaire non imposable de 324 000 euros, un salaire annuel de 600 000 euros et une allocation mensuelle de 10 000 euros. Il bénéficie également de bureaux meublés, de dizaines d’assistants, de gardes du corps et de voitures neuves de son choix, remplacées tous les trois ans.

### Après 2022
Le 8 février 2025, Uhuru Kenyatta est nommé « facilitateur pour la paix en république démocratique du Congo » pendant le sommet extraordinaire des chefs d'État de la Communauté d'Afrique de l'Est (EAC) et de la Communauté de développement d'Afrique australe (SADC).

## Évasion fiscale / Pandora Papers
En octobre 2021, son nom est cité par le Consortium international des journalistes d'investigation dans l'affaire des Pandora Papers, parmi les plus de 330 homme politiques et hauts fonctionnaires actuels et anciens utilisant des comptes cachés dans des paradis fiscaux.
Lui-même et six membres de sa famille, dont sa mère, un frère et deux sœurs, disposent d’au moins 30 millions de dollars sur plusieurs sociétés offshore. Il est également propriétaire d’une  'fondation'  secrète au Panama, détenant plus de 30 millions de dollars.
Un hasard du calendrier fait qu'il devait rencontrer le président américain Joe Biden le jeudi 14 octobre 2021 sur le thème de « la nécessité d'apporter transparence et responsabilité aux systèmes financiers nationaux et internationaux ». Selon Associated Press« les révélations des Pandora Papers devraient être évoquées lors de la réunion du bureau ovale ».